# Friedrich von Matthisson
Friedrich von Matthisson (Hohendodeleben, 23 gennaio 1761 – Wörlitz, 12 marzo 1831) è stato un poeta tedesco.

## Vita e opere
Dopo aver studiato teologia e filologia  nell'Università di Halle, fu nominato nel 1781 insegnante nella Scuola filantropica di Dessau, seminario allora famoso che ebbe però un rapido declino tanto che nel 1784 Matthisson lasciò l'insegnamento e visse due anni a Nyon, in Svizzera, sul lago di Ginevra. 
Nel 1794 venne nominato lettore alla corte della principessa Louisa di Anhalt-Dessau. Nel 1812 entrò al servizio del re del Württemberg, fu fatto nobile e Consigliere di legazione, Intendente del teatro di corte e direttore della Biblioteca reale di Stoccarda. Si ritirò nel 1828 risiedendo a Wörlitz, presso Dessau. 
Matthisson godette di grande popolarità per la raccolta di poesie, Gedichte (1787), apprezzate da Schiller per la loro dolcezza malinconica e le belle descrizioni paesaggistiche; il verso è melodioso ma poca è la sincerità del sentimento espresso. La sua Adelaide fu musicata da Beethoven e le sue memorie, Erinnerungen (1810 - 1816), mantengono anche oggi un certo interesse.
I suoi Scritti apparvero in otto volumi dal 1825 al 1829: mentre il primo volume raccoglie le sue poesie, gli altri volumi raccolgono le sue memorie e un nono volume, apparso nel 1833, contiene la sua biografia stilata da Heinrich Doring. Le sue Literarischer Nachiass, con una scelta dell'epistolario, furono pubblicate in quattro volumi nel 1832.